# Medio Cudeyo
Medio Cudeyo is een gemeente in de Spaanse provincie Cantabrië in de regio Cantabrië met een oppervlakte van 27 km². Medio Cudeyo telt 7.482 inwoners (1 januari 2016).

## Geboren
- Athenea del Castillo (2000), voetbalster

## Demografische ontwikkeling
Bron: INE, 1857-2011: volkstellingen